# Kiskunhalas
Kiskunhalas est une ville et une commune du comitat de Bács-Kiskun en Hongrie.

## Géographie
Kiskunhalas est sur une crête de sable entre le Danube et la Tisza à 63 km au sud-sud-ouest de Kecskemét, à 56 kilomètres au nord-est de Baja et à 55 km au nord-ouest de Szeged et à 123 km au sud-sud-est de Budapest.
Elle se trouve à 45 kilomètres au nord de la ville la plus proche de l'autre côté de la frontière, Szabadka en Voïvodine de Serbie.

## Histoire
Plusieurs villages se trouvaient dans la zone à partir de 895. L'endroit devint important lorsque les Cumans arrivèrent. 
Son nom est dérivé du mot hongrois Kun signifiant Coumans. Les premiers documents écrits mentionnant Halas datent de 1347.
Après 1596, la ville a perdu une grande partie de sa population à cause de la guerre lors de l'invasion ottomane et de la peste.
Aux XVIe et XVIIe siècles, la Réforme arriva à Kiskunhalas. 
Jusqu'en 1754, la ville était le chef-lieu de la région du Kiskunság, mais elle perdit cette position en raison du fort soutien de la population au protestantisme. 
Une église catholique romaine a été construite en 1770 et une église presbytérienne en 1823.

## Population
Recensements ou estimations de la population :
| 1870  | 1880   | 1890   | 1900   |
| ----- | ------ | ------ | ------ |
| 9 850 | 11 560 | 12 631 | 13 751 |

| 1910   | 1920   | 1930   | 1941   |
| ------ | ------ | ------ | ------ |
| 16 547 | 17 758 | 19 789 | 23 714 |

| 1949   | 1960   | 1970   | 1980   |
| ------ | ------ | ------ | ------ |
| 22 547 | 23 899 | 26 668 | 30 604 |

| 1990   | 2001   | 2011   | - |
| ------ | ------ | ------ | - |
| 29 872 | 29 759 | 28 752 | - |

## Transports

### Liaisons routières
La route principale 53 traverse le centre de Kiskunhalas.
Kiskunhalas est accessible par la route principale 55, et par l'autoroute M5 en bifurquant à Kiskunfélegyháza sur la route 5402.
Kiskunhalas est reliée à Kecell par la route 5309, à Tázlár par la route 5406, à Zsana par la route 5408 et à Jánoshalma par la route 5412.

### Transport ferroviaire
La gare de Kiskunhalas (hu) est desservie par la ligne de Budapest à Kelebia par Kunszentmiklós-Tass.
De plus, La ville abrite le terminus de la ligne de Kiskunhalas à Kiskunfélegyháza.

## Personnalités
- János Thorma (1870–1937), artiste peintre
- Erika Miklósa (1971-), soprano
- Ágnes Szávay (1988-), joueuse de tennis
- Sándor Garbai (1879-1947), premier ministre
- Bence Halász (1997-), lanceur de marteaux

## Jumelages
La ville de Kiskunhalas est jumelée avec :
| Ville | Ville            | Pays | Pays      | Période     |
| ----- | ---------------- | ---- | --------- | ----------- |
|       | Aizkraukle       |      | Lettonie  | depuis 2005 |
|       | Hódmezővásárhely |      | Hongrie   | depuis 1998 |
|       | Kanjiža          |      | Serbie    | depuis 1967 |
|       | Kronach          |      | Allemagne | depuis 1994 |
|       | Nowy Sącz        |      | Pologne   | depuis 1994 |
|       | Sfântu Gheorghe  |      | Roumanie  | depuis 1997 |
|       | Stryï            |      | Ukraine   |             |
|       | Subotica,        |      | Serbie    | depuis 2016 |

## Galerie

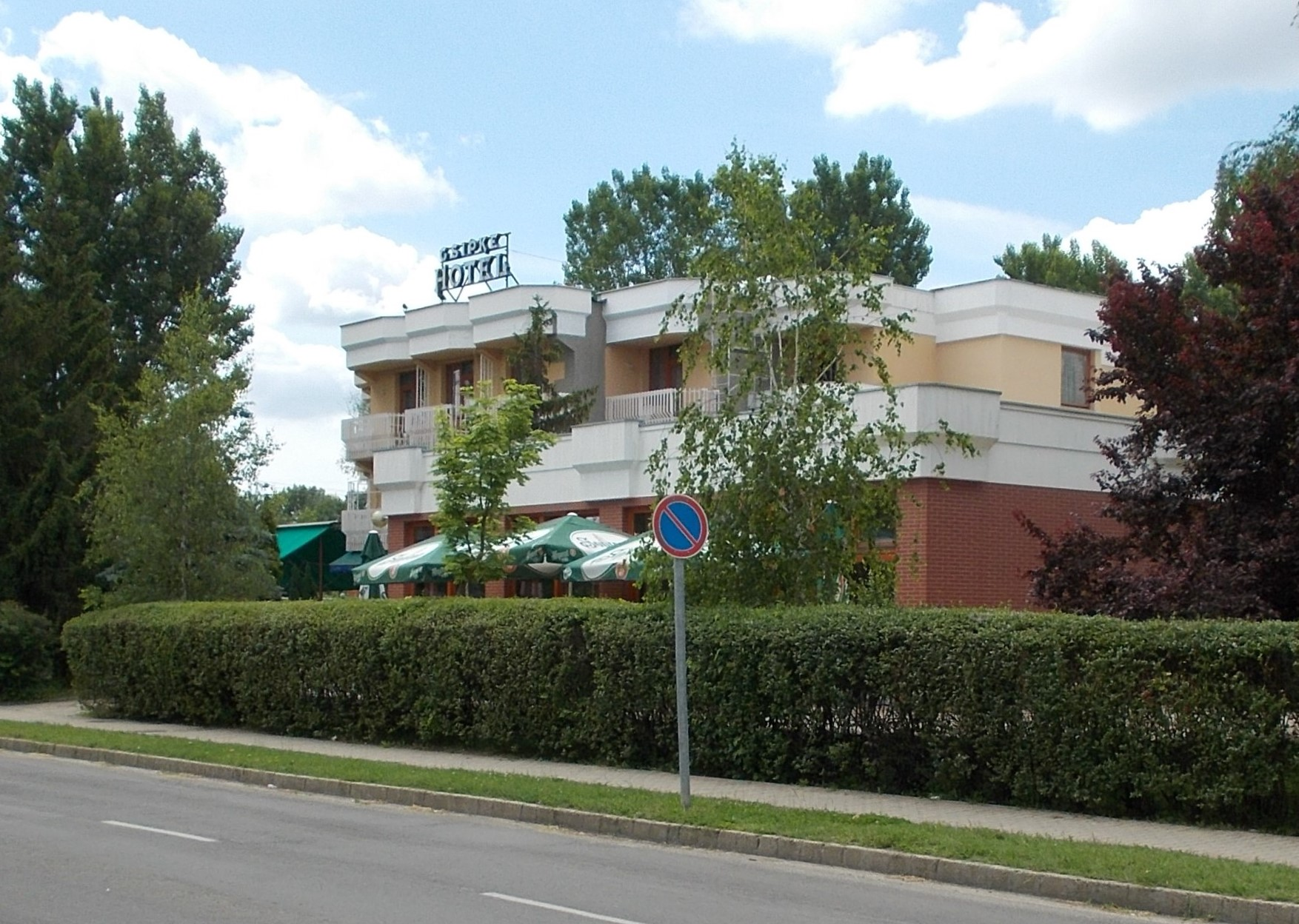
Hôtel Csipke.
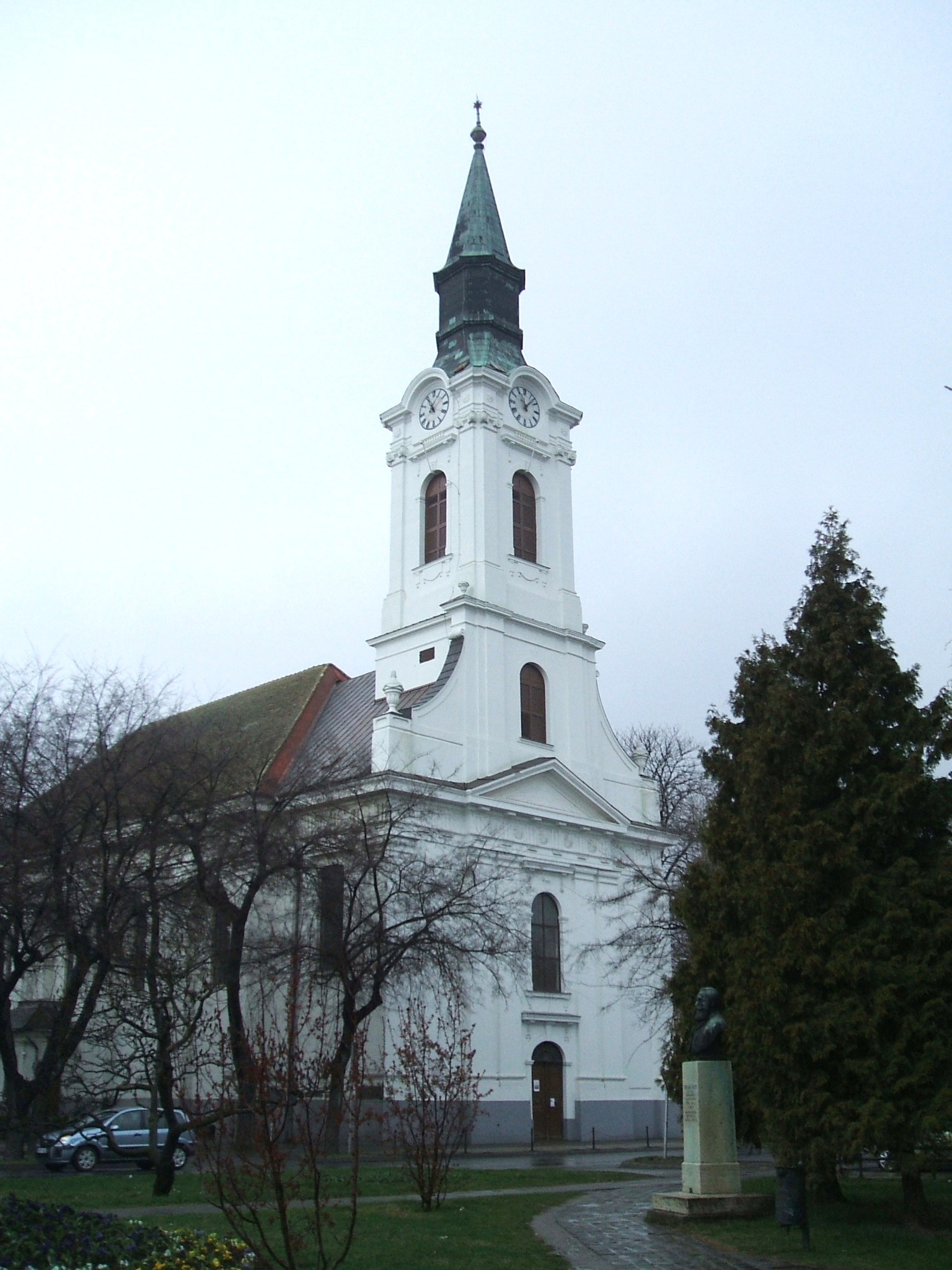
Église réformée.
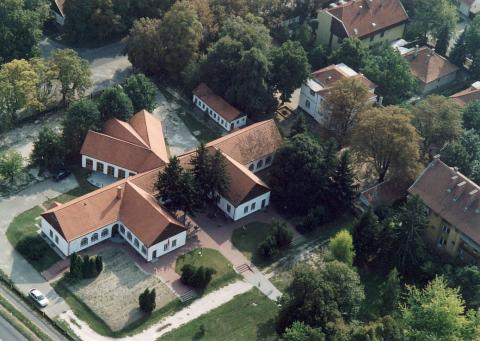
Le musée de Lace.
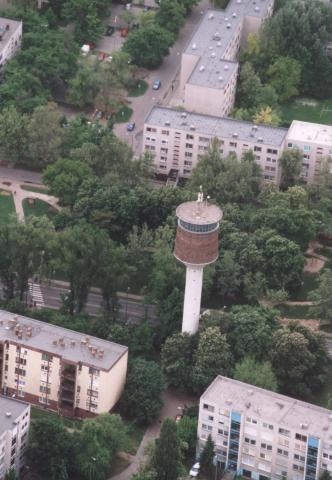
Château d'eau.